# Love is Dreaming
『Love is Dreaming』（ラブ・イズ・ドリーミング）はMAXの7枚目のシングルである。1997年7月30日発売。

## 概要
- タイトル曲の「Love is Dreaming」は前作「Give me a Shake」の流れを汲む、曲間にラップを取り入れたR&B系のダンスナンバーで、ラップ詞はm.o.v.eのmotsuによるものである。MAIZURAH「First kiss」のカバー。
- カップリング曲の「Wonderland」は同じくMAIZURAH「Be good to me」のカバー。
- 「Love is Dreaming」はMAXIMUM II<収録の際にピアノの音が差し替えられた。以降のベストアルバムでも全て差し替え後の音源が収録されている。
  - シングルの配信版でも、Original Karaokeを含めて差し替え後の音源になっている。差し替え後のOriginal Karaokeはこの配信でしか聞けないミックスとなっている。
  - PVでは差し替え前の初期音源が使用されているが、こちらは特に差し替えは行われておらず、近年のMAXIMUM PERFECT BEST付属のDVD・Blu-ray収録のPVでも初期音源が視聴できる。
- 2024年、公式YouTubeチャンネルで定点ダンス動画が公開された。

## 収録曲
1. Love is Dreaming
作詞：えびね遊子（現・海老根祐子） / ラップ詞：MOTSU / 作曲：JOEY CARBONE・JEFF CARRUTHERS / 編曲：上野圭市
2. Wonderland
作詞：えびね遊子（現・海老根祐子） / 作曲：JOEY CARBONE・JEFF CARRUTHERS / 編曲：上野圭市
3. Love is Dreaming (Original Karaoke)
4. Wonderland (Original Karaoke)

## タイアップ
- Love is Dreaming
  - FamilyMart「'97 夏キャンペーン」CMソング
- Wonderland
  - SUZUTAN「決算バーゲン」CMソング

## 収録アルバム
Love is Dreaming
- MAXIMUM II (#6)
- MAXIMUM COLLECTION (Disc-1 #5)
- PRECIOUS COLLECTION 1995-2002 (Disc-1 #7)
- MAXIMUM PERFECT BEST (Disc-1 #6)
- SUPER EUROBEAT presents HYPER EURO MAX (#6, Eurobeat Mix)
- MAXIMUM TRANCE (#2, Kenn Nagai Maximum Mix)
- NEW EDITION 〜MAXIMUM HITS〜 (#2, Takashi Ikezawa MIX)
- NEW EDITION II 〜MAXIMUM HITS〜 (#10, 2019 Mix)

Wonderland
- MAXIMUM II (#11)